# Айлис (скифский царь)
Айлис, Айлий, Элий — правитель (царь) Малой Скифии.

Л. И. Тарасюк указал, что основа имени Айлиса (Т. В. Блаватская, Орешников А. В. называют его Элием) тождественна авестийскому «airya» (древнеперсидскому «ariya») — «ариец», «арийский». В передаче скифов согласный «r» был заменён «l», что является характерным для «аланской» группы иранских языков.
Об Айлисе известно только из немногочисленного нумизматического материала. Сведений об этом правителе эпиграфические источники не содержат. Первоначально были обнаружены и изучены бронзовые монеты Айлиса двух типов: на аверсе головы Диоскуров в конических шапках с лавровыми венками и на реверсе протомы их коней; на аверсе голова Гелиоса и на реверсе розетки. Последние, по замечанию С. И. Андрух, имеют сходство с денежными знаками Том с изображениями Гелиоса и звёзд. Как отметил М. Манов, греческие колонисты, видимо, решили, что имя Айлиса подобно имени эллинского бога солнца. Впоследствии были найдены монеты Айлиса ещё трёх типов.
Т. Герасимов высказал предположение, что Айлис властвовал после Акросы, а его преемником был последний представитель династии Сариак. С. И. Андрух посчитала, что Айлий и Харасп являлись последними правителями Малой Скифии.